# Општина Воден
Општина Воден (грч. Δήμος Έδεσσας Димос Едесас) је општина у Грчкој у округу Пела, периферија Средишња Македонија. Административни центар је град Воден.

## Насељена места
Општина Воден је формирана 1. јануара 2011. године спајањем 2 некадашње административне јединице: Воден и Островско Језеро.
- Општинаска јединица Воден: Воден, Владово, Волкојанево, Гугово, Јаворјани, Котугери, Кронцелево, Луковец, Месимер, Нисија, Нови Луковец, Оризари, Ошлјани, Пачарешкој, Под, Почеп, Самар,  Теово, Црковјани.
- Општинска јединица Островско језеро: Острово, Горње Граматиково, Доње Граматиково, Друшка, Жерви, Кдрево, Ново Русилово, Нови Чеган, Ослово, Переа, Русилово, Чеган.